# Cesta bojovníka
Cesta bojovníka je hra pro Sinclair ZX Spectrum od českého vývojáře Karla Malého. Jejím vydavatelem byla v roce 1992 slovenská firma Ultrasoft. Hra vyšla, na rozdíl od většiny českých her, ve slovenštině. Původně hra vyšla v roce 1989.
Hráč ovládá mladého bojovníka, který má najít 6 diamantů a následně se vrátit na začátek své cesty. Diamanty jsou však zamčené v tuhlicích, takže je napřed nutné najít klíč od každé truhlice. Po cestě potkává různé nepřátele, s kterými bojuje stylem karate. Mezi nepřáteli se objeví například brejlovec, ninja či bojovník s palicí. Postavení nepřátel je náhodné, takže každá hra je odlišná. Poté, co hráč donese diamanty do cíle, se mu otevře cesta do hradu, kde musí získat amulet a následně se probojovat na svobodu.